# Erik Karlgren
Erik Gillis Karlgren, född 25 maj 1889 i Skara, död där 25 maj 1967, var en svensk arkitekt.

## Liv och verk
Efter utbildning vid Borås tekniska skola fick Karlgren anställning hos Ernst Torulf 1910. Han fick sedermera en anställning hos byggmästarna Forsgren och Ekström i Karlstad innan han tillsammans med kollegan från Torulfs kontor, Arvid Ahnell, öppnade egen arkitektfirma i den värmländska residensstaden. Där kom han att rita flera privatbostäder, bland annat den Bragska villan (1936) åt disponenten till Karlstads Spinneri & Väfveri-Aktiebolag, Sigurd Brag. Han uppgjorde ritningar till Götene folkskola (1920) Epidemisjukhuset i Storfors (1921-1922), disponentbostaden vid Vålbergs fabriker (1921-1922) och E A Rosengrens kassaskåpsfabrik i Göteborg (1921-1932).
Omkring 1940 återvände han till Skara. Han var uppmätningstekniker och byggnadshistoriker vid Skara domkyrkas restaurering.

## Bilder

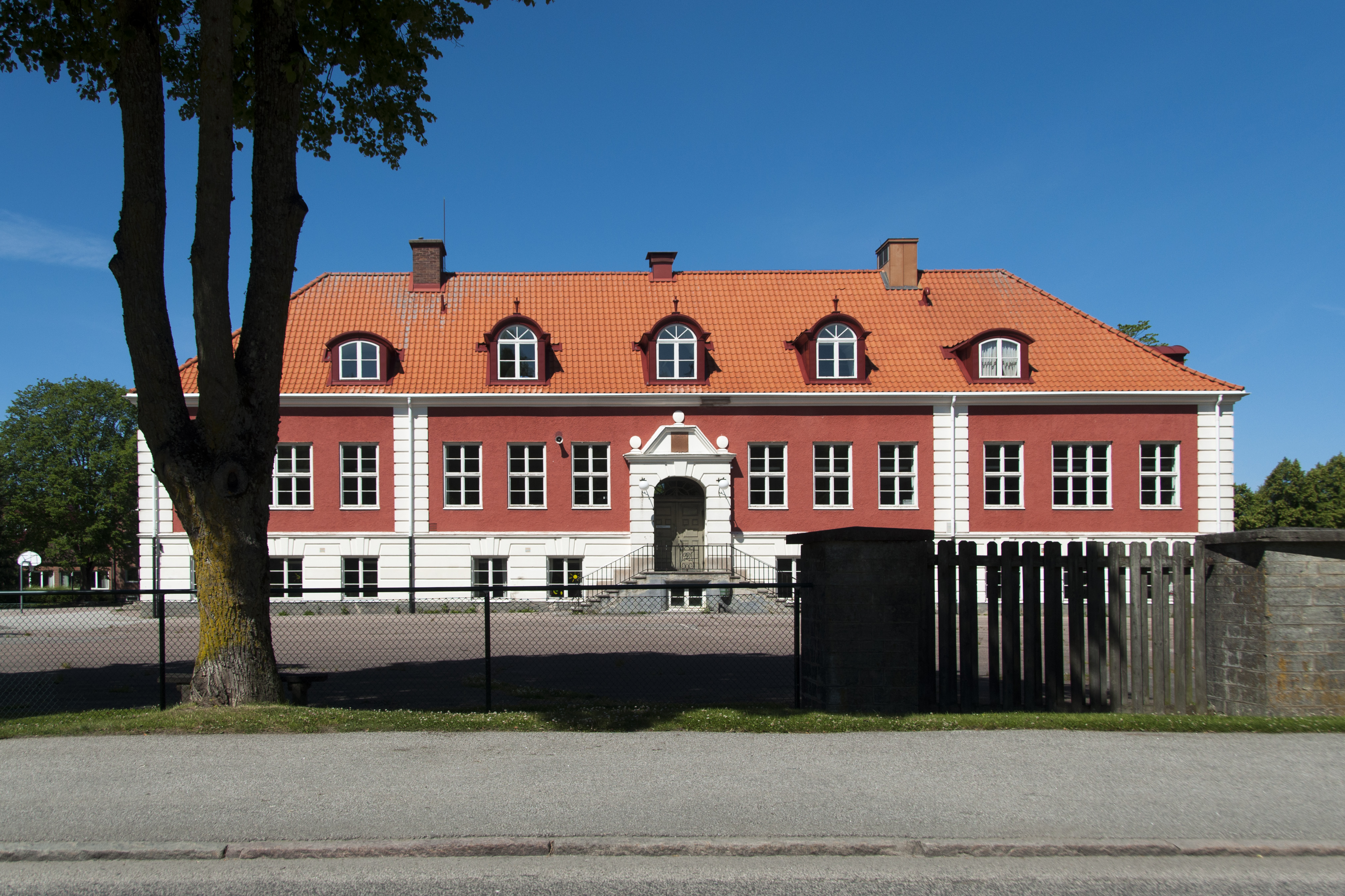
Centralskolan i Götene
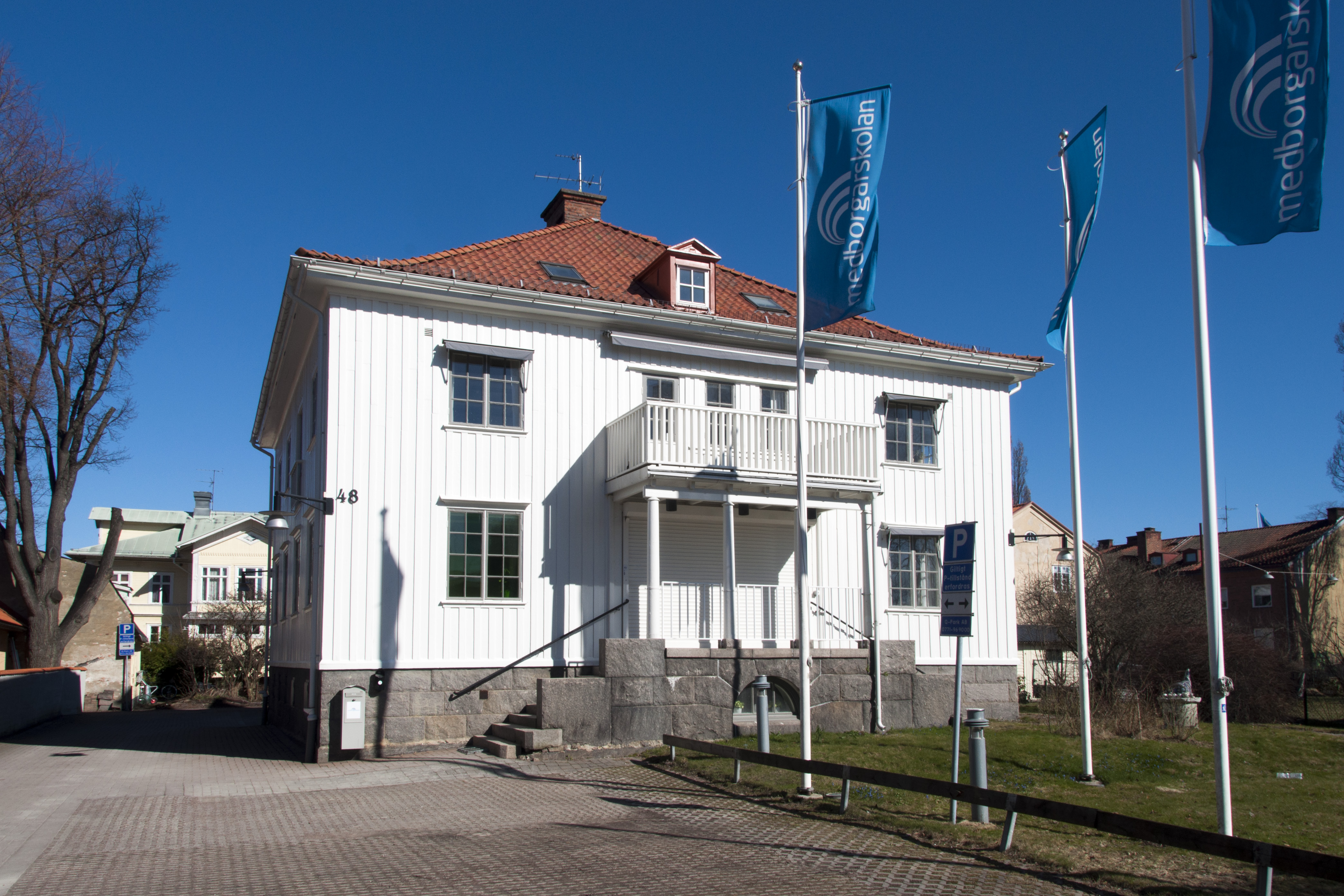
Laxen 9, Karlstad (tillsammans med A. Ahnell)
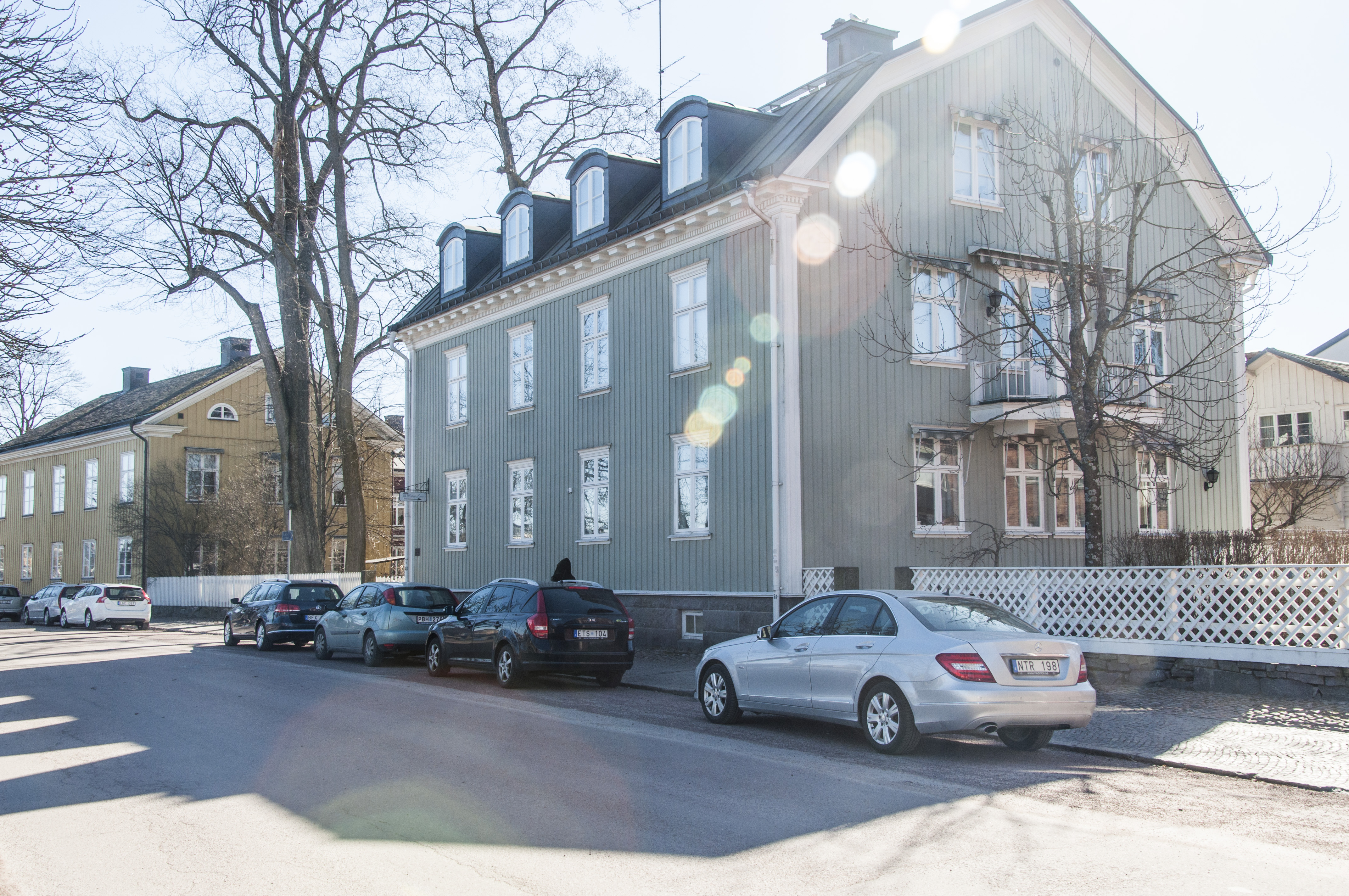
Gäddan 15, Karlstad
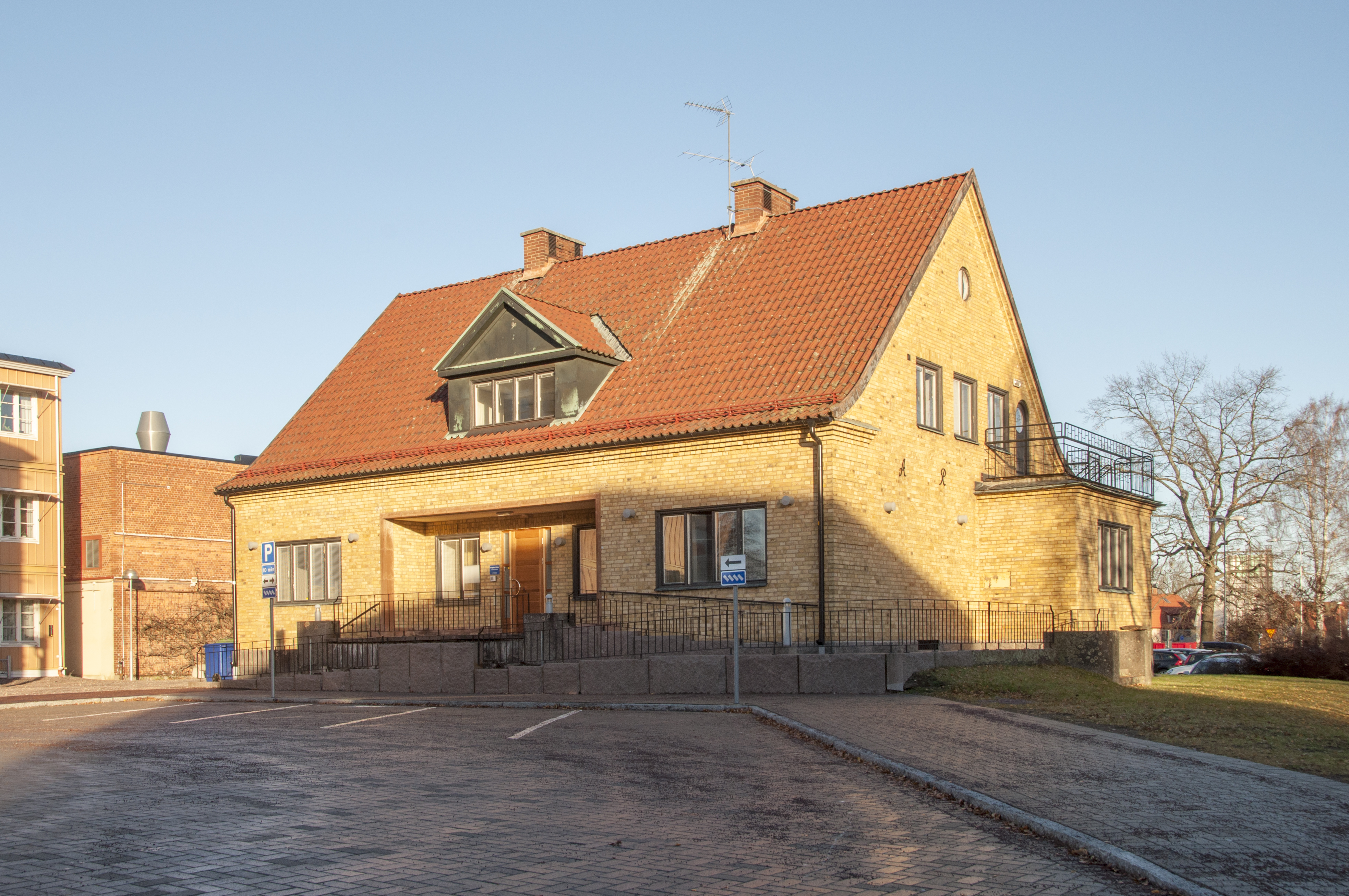
Bragska villan, Karlstad